# Библиотека „Политика” Крупањ
Библиотека „Политика” је једина установа културе општине Крупањ. Налази се у згради некадашњег Дома културе подигнутом у периоду од 1978. до 1982. године, као поклон Новинске агенције „Политика”, као знак сећања на браћу Рибникар, оснивача Политике, који су смртно рањени на Мачковом камену и сахрањени у Рађевини.

## Зграда дома културе
Зграда Дома културе је монументална грађевина, подигнута по пројекту архитекте Ивана Антића, модерног облика правих линија, који у простору где се налази, делује као скулптура, подсећа на брод усидрен између два брда.
Као основни материјали за градњу коришћени су дрво и камен као природни материјали, допуњени бетоном и стаклом. Располаже са више од 3 000m² употребног простора, у којима се налазе позоришна дворана, галерија, мала сала, атеље и библиотека.

## Историјат
Прва читаоница у Крупњу основана је на Светог Саву 1868. године, под називом „Задруга рађевска”, када је уписано 50 чланова. Књижни фонд читаонице је страдао у поплавама 1912. године, као и у Првом светском рату, да би поново била обновљена 22. маја 1922. године у старој и оронулој згради. Уз помоћ шабачког професора Жике Поповића и новинара Политике Драгуљуба Јовановића, започето је прикупљање средстава за подизање нове зграде библиотеке. Крајем 1932. године изграђена је једноспратна зграда, сва у мермеру из села Кржаве крај Крупња.
Библиотека је поново пострадала 20. октобра 1941. године уласком Немаца и паљењем Крупња. Прва зграда која је планула био је Дом културе. 
После рата читаоница је поново обновљена под називом „Народна читаоница и библиотека”, која је мењала своје седиште по зградама, све до 1980. године и изградње Дома културе „Политика”.

## Библиотека данас
Библиотека „Политика” поред своје основне делатности чувања и издавања књига, организатор је различитих културно уметничких дешавања. У оквиру библиотеке ради три секције: Ликовна, рецитаторска и фолклорна. Ова последња делује у оквиру КУД „Мића Тадић” која окупља преко 200 чланова разврстаних у четири категорије.